# Nisoldipine
Nisoldipine là một loại thuốc chẹn kênh calci thuộc nhóm dihydropyridine. Nó được bán ở Hoa Kỳ dưới tên độc quyền Sular. Nisoldipine có tính nhiệt đối với các mạch máu tim.
Nó được cấp bằng sáng chế vào năm 1975 và được chấp thuận cho sử dụng y tế vào năm 1990.